# Ascorhynchus okai
Ascorhynchus okai is een zeespin uit de familie Ascorhynchidae. De soort behoort tot het geslacht Ascorhynchus. Ascorhynchus okai werd in 1983 voor het eerst wetenschappelijk beschreven door Nakamura & Child. 